# Nicolas Le Gall
Nicolas Joseph Marie Le Gall de Kerlinou, más conocido como Nicolas Le Gall (Auray, 8 de agosto de 1787 - Rennes, 27 de abril de 1860) fue un magistrado, político y botánico francés.

## Biografía
Le Gall nació el 8 de agosto de 1787 en Auray, en la parroquia de Saint-Gildas. Era hijo de Louis Nicolas Le Gall de Kerlinou, abogado del parlamento y notario real, y de su esposa, Sainte Magdeleine Vincente Millon.
Fue nombrado juez de instrucción en el tribunal de Lorient (Morbihan) en agosto de 1830, y luego consejero del tribunal de apelación de Rennes en octubre de 1830. Fue diputado por Morbihan entre 1834 y 1837.
Como botánico, Le Gall publicó obras dedicadas a la flora bretona. Su nombre está asociado a una especie de aulaga, la aulaga de Le Gall (Ulex gallii, Planchon, 1849). Fue él quien primero distinguió este taxón de la aulaga de Provenza (Ulex parviflorus ), llamada en aquella época Ulex provincialis. Aunque había descrito la nueva especie en su Flore du Morbihan, escrita hacia 1849 pero publicada en 1852, Planchon se le adelantó en los Annales des Sciences naturelles de Paris, dedicándosela.
Murió el 27 de abril de 1860 en Rennes.

## Obras
- Application de la méthode naturelle aux plantes composant la flore du département des Côtes du Nord - Prudhomme, Saint Brieuc, 1836, 111 pp.
- Flore du Morbihan - J.M. Galles, Vannes, 1852, 840 pp.

## Distinciones
- Caballero de la Legión de Honor (9 de agosto de 1854)[5]